# Edificio Commercial Union
L'Edificio Commercial Union (in inglese Commercial Union Building), anche noto come Market House, è un edificio storico della città di Città del Capo in Sudafrica. 

## Storia
L'edificio, eretto nel 1933 e progettato da William Hood Grant, è stato costruito per ospitare la sede della Commercial Union Assurance.

## Descrizione
L'edificio, affacciato su Greenmarket Square nel centro di Città del Capo, presenta uno stile Art déco.
L'edificio si sviluppa su dieci piani, incluso il seminterrato. Le facciate presentano un trattamento verticale che si sviluppa senza interruzioni fino alla raffinate decorazioni in pietra prefabbricata sulla sommità dell'edificio. Gli ingressi sono decorati da bassorilievi raffiguranti dei grifoni. All'interno, l'atrio ha pareti in travertino e pavimenti a mosaico con tonalità dorate.